# Лепетихская трагедия
Таганрогский детский дом — известен в связи с трагедией во время немецкой оккупации Таганрога в 1941—1943 годах.

## История
По стечению обстоятельств детские дома Таганрога в 1941 году эвакуированы не были. Оккупанты, захватив город, переименовали их в приюты, и они попали под опеку надзирателей из войск «СС».
Приютов в Таганроге на 1941 год было четыре. Располагались они в домах по следующим адресам: № 1 — ул. Чехова 49, № 2 — ул. Петровская 89, № 3 — ул. Розы Люксембург 153/1, № 4 — ул. Розы Люксембург 12.
Оккупанты использовали детский дом в качестве донорского пункта: когда раненым немецким офицерам требовалась кровь, рядом с ними на госпитальные койки клали маленьких доноров. Самому младшему из детей было полтора года, а самой старшей — десять лет. Считалось, что разбавлять арийскую кровь славянской недопустимо, исключение делалось лишь для крови детей.

## Лепетихская трагедия
При приближении линии фронта к Таганрогу, часть детей из Таганрогского детского дома была вывезена оккупантами на Украину, в посёлок Великая Лепетиха (Херсонская область). Детей в Великую Лепетиху вывезли в июне 1943 года, в теплушках и на машинах.
По сравнению с таганрогским «приютом» подземелье в Лепетихе оказалось настоящим адом: детей держали в неотапливаемом подвале, откуда забирали на пришвартованный поблизости плавучий госпиталь.
Измученных детей, которые переставали быть для немецких медиков полезными, выбрасывали в Днепр.

Госпитальный пароход немцев стоял на Днепре, детдомовцев же разместили неподалёку — в подвале местной мельницы. Холодно, а мы раздетые, в трусиках. Собьёмся в кучу, и в этом огромном клубке друг друга греем. Приходит время, тебя за руку выдёргивают и ведут на пароход. Однажды троих забрали, и меня в их числе. Идём по морозу налегке, в одних трусиках и маечках, мой маленький товарищ по несчастью Петя поскользнулся на снегу, упал. И огромный сапог со всей силой опустился ему на голову. Мальчишку раздавили, как паучка, он и пискнуть не успел. Сандалетка слетела с худой ножки… С той самой минуты я заикаюсь. Закрою глаза и вижу ту сандалету, хоть прошло почти 65 лет. Меня потом ровесники заикой обзывали, особо не вникая, откуда этот дефект речи.
— Николай Соляник, 2007
В ночь с 7 на 8 февраля 1944 года после четырёхдневных боёв воины 301 стрелковой дивизии под командованием 34-летнего полковника Владимира Антонова взяли штурмом Великую Лепетиху. Детей из подвала освободили разведчики со своим командиром сержантом Владимиром Цыбулькиным.

Вместе с подружкой Катей Побейвовк мы пошли к подвалу. Невозможно сейчас понять, как выжили эти дети в лохмотьях, без надлежащего питания. Они выглядели дистрофичными и рахитичными, смотрели на нас такими измученными глазами, что сердце кровью обливалось. Жители Великой Лепетихи разобрали детей по домам, кормили и лечили. Катя взяла самого маленького. Он крепко сжимал в руках подушечку, на которой было вышито имя «Слава».
— Галина Рипка, 2008

## Лепетихская трагедия: память
- В мае 2013 года в Великой Лепетихе работала телевизионная группа Таганрогского телевидения во главе с главным режиссёром Юрием Лаптевым[6]. Телевизионной группой проведены съёмки видеоматериалов для документального фильма о Таганрогском детском доме, дети которого во время военных действий Великой Отечественной войны были вывезены в Великую Лепетиху[6]. Презентация документального фильма, названного «Маленькие узники Великой Лепетихи», состоялась в Таганроге 11 февраля 2014 года в Центральной городской публичной библиотеке имени А. П. Чехова[7][8][9].
- На здании таганрогского Молодёжного центра, во дворе которого располагался один из детских приютов времён оккупации, планируется установить мемориальную доску в память о жертвах Лепетихинской трагедии[9].